# Mike Kahlhofen
Mike Kahlhofen (* 1. Oktober 1963 in Frankfurt am Main) ist ein ehemaliger deutscher Fußballspieler.

## Karriere

### Jugend
Kahlhofen kam über die Jugendmannschaften von Eintracht Oberursel und FC Oberursel zu Eintracht Frankfurt. Mit der Eintracht wurde er deutscher A-Jugendmeister 1982 durch einen 2:0-Finalsieg gegen den Nachwuchs des VfB Stuttgart. Im selben Jahr nahm er mit der deutschen Jugendnationalmannschaft an der U-18-Europameisterschaft in Finnland teil. Kahlhofen schied mit dem deutschen Team in der Vorrunde aus und bestritt dabei alle drei Gruppenspiele.

### Profi
Aus der Eintracht-Jugend schaffte Kahlhofen den Sprung ins Profiteam. Sein Debüt in der Bundesliga gab er am 20. Spieltag der Saison 1982/83, als er beim Heimspiel gegen Arminia Bielefeld nach 63 Minuten für Stefan Lottermann eingewechselt wurde. In der Folgezeit konnte er sich bei der Eintracht nicht durchsetzen und kam nur auf einen weiteren Einsatz. Nach der Saison 1983/84 wechselte Kahlhofen zum KSV Hessen Kassel in die 2. Bundesliga. Nach zwei Jahren in Kassel folgten zwei Jahre bei Alemannia Aachen, ebenfalls in der 2. Bundesliga. Im Anschluss spielte Kahlhofen noch für Rot-Weiss Frankfurt in der Oberliga Hessen. Unter Trainer Dragoslav Stepanović wurde er mit dem Verein 1989/90 Hessenmeister, scheiterte jedoch in der Aufstiegsrunde zur 2. Bundesliga.
Seine Karriere ließ er in Kronberg im Taunus beim dortigen EFC Kronberg ausklingen, für den er noch mit über 40 Jahren als Spielertrainer aktiv war.